# المزارع العربية

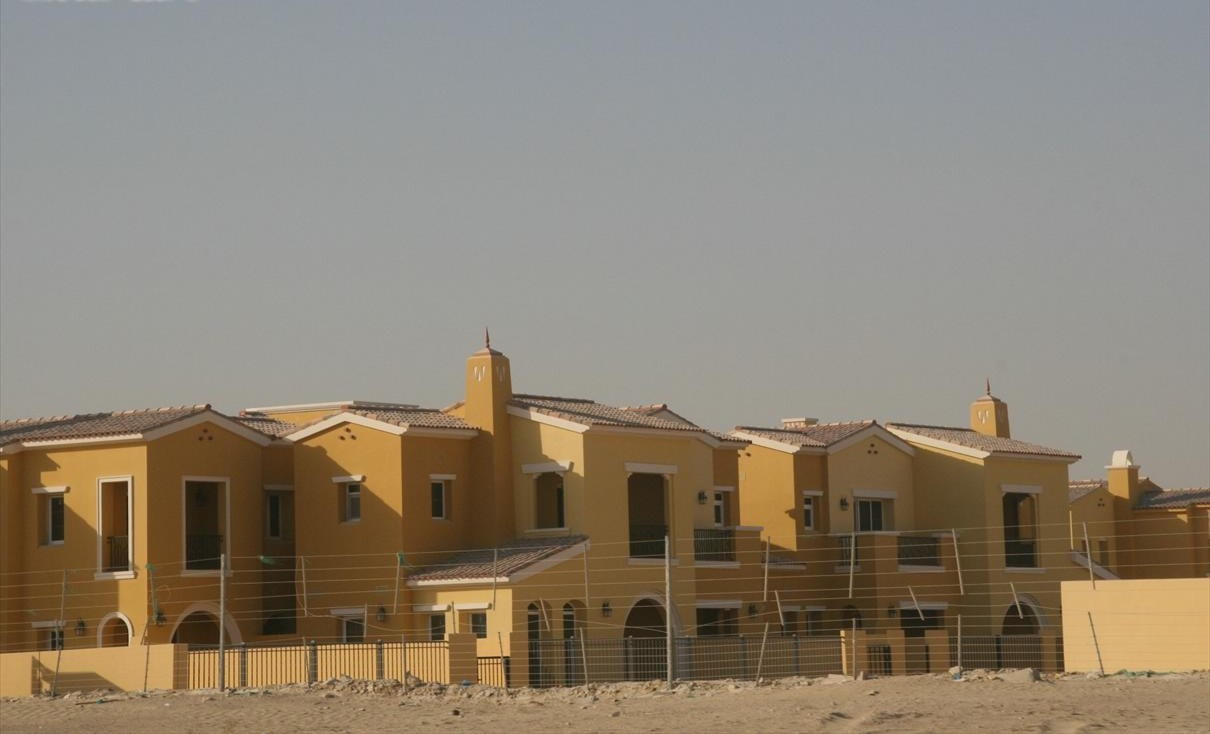
المزارع العربية - 2007

المرابع العربية هو مجتمع فلل راقٍ مسور في دبي، الإمارات العربية المتحدة تم إطلاقه في عام 2004. يقع في وادي الصفا 6، على طول طريق الشيخ محمد بن زايد وبالقرب من القرية العالمية بدبي. ويضم نادي المرابع العربية للغولف، ونادي دبي للبولو والفروسية.
تم إطلاق المرابع العربية 2 في عام 2012. وتقع على بعد 9 كيلومترات من الداخل، قبالة طريق القدرة، وتتكون من أحد عشر مجتمعًا على طراز القرية. ثم جرى إطلاق المرابع العربية 3 في عام 2019 وهو المجتمع الثالث الذي يتكون من منازل تاون هاوس قيد الإنشاء وكان من المتوقع الانتهاء منها بحلول نهاية عام 2021.

## التطور
المرابع العربية 1، مشروع تطويري ذو طابع صحراوي، يمتد على مساحة 1650 فدانًا بما في ذلك ملعب للغولف وأنواع أخرى من المجتمعات.
تمتد المرابع العربية 2 على مساحة تزيد عن 1.5 مليون متر مربع (16,000,000 قدم مربع) وتتكون من عدة مجتمعات فردية.
المرابع العربية 3 بروفيدنت إستيت هي المرحلة الأخيرة من المرابع العربية وستشمل منازل تاون هاوس مكونة من ثلاث وأربع غرف نوم. توجد حديقة مركزية بجوار القرية العالمية تبلغ مساحتها أكثر من 30 ألف متر مربع أي حوالي 7.5 فدان.
وسيضم أيضًا شارعًا بطول أربعة كيلومترات، وبعض المتنزهات المجتمعية التي تضم مناطق لعب للأطفال، بالإضافة إلى مرافق صحية ورياضية.

## السكن
يتكون المركز السكني للمرابع العربية 1 من أكثر من 4,000 فيلا ومنزل مستقل، بينما يتكون المركز السكني للمرابع العربية 2 من أكثر من 1,724 فيلا ومنزل مستقل. أما المشروع الثالث، وهو المرابع العربية 3، فهو قيد الإنشاء حاليًا.
يتم دعم الجانب السكني من المشروع من خلال مجموعة متنوعة من مشاريع البيع بالتجزئة والترفيه والتسلية.